# Viviano Espinoza
Viviano Espinoza es un caserío peruano ubicado en el distrito de Las Lomas, perteneciente a la provincia y departamento de Piura, al norte del Perú. 

## Ubicación
Viviano Espinoza se ubica al norte de la provincia de Piura, en el distrito de Las Lomas, en el departamento de Piura.

## Demografía
En 2017 Viviano Espinoza tenía una población de 799 habitantes.
| Gráfica de evolución demográfica de Viviano Espinoza entre 1993 y 2017 |
|                                                                        |
| Fuentes: Población 1993 y 2017                                         |